# Histiocyt
Histiocyt, klastmatocyt – komórka należąca do ludzkiego układu odpornościowego; makrofag tkankowy. Histiocyty znajdują się we wszystkich narządach. Mają owalny kształt i owalne lub w kształcie nerki jądra. Cytoplazma zawiera dużo lizosomów i fagosomów, jest więc kwasochłonna. Histiocyty wydzielają enzymy – hydrolazy, cytokiny – interleukiny i peptydowe antybiotyki – defensyny.
Wszystkie histiocyty powstają w szpiku kostnym z podziałów komórek macierzystych, a potem przez kilka dni krążą we krwi jako monocyty. Następnie przedostają się przez ścianę naczyń włosowatych lub małych żył do tkanki łącznej właściwej, gdzie dojrzewają i znajdują się tam przez kilka miesięcy.